# シャープール2世
シャープール2世（Shāpūr II, 309年 - 379年）はサーサーン朝ペルシア帝国の第9代君主（シャーハーン・シャー、在位：309年 - 379年）。先代ホルミズド2世の息子である。中期ペルシア語ではシャー（フ）プフル（š'(h)pwhl / Šā(h)puhr）ないしシャー（フ）ブフル（š'(h)bwhl / Šā(h)buhr）。近世ペルシア語資料ではシャープール・エ・ドヴオム（شاپور دوم Shāpūr e Dovom）アラビア語資料では特にサーブール・ズ＝ル＝アクターフ（سابور ذوالأكتاف Sābūr Dhū al-Aktāf）といいと表記される。

## 登位前の背景：生前戴冠

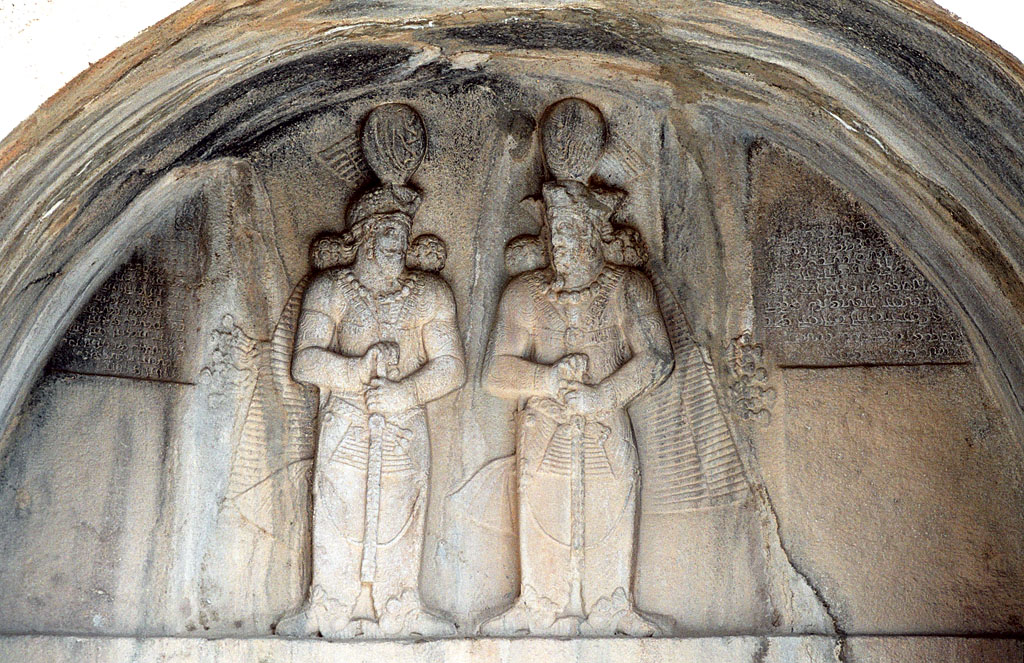
ターゲ・ボスターン Taq-e Bostan 小洞レリーフの息子シャープール3世（左）とシャープール2世（右）の肖像。左右に両者の肖像である事がパフラヴィー語の碑文が刻されている

シャープール2世の時代は初期サーサーン朝の中央集権化プロセスの一つのピークであると考えられる。大貴族はシャープールの登位を後押しした。この大貴族達がどういう勢力なのかははっきりしないが、まだ生まれてもいないシャープール2世を君主として担ぎ上げることを決める。母はユダヤ人であるといわれ、妊娠中の腹に王冠が置かれた。それまでの王家のバハラーム系とナルセ系の対立を見れば、王統が二分する危険性を認識していたのだろう。兄たちのうち一番上の兄は殺され、2番目の兄は目を潰され、3番目の兄は牢獄へ閉じ込められている（奇しくも先代の時と同じくホルミズドという名前で、彼もローマへ逃げている）。3人の王子たちを差し置いて、生まれる前から君主とされたのは史上稀に見るケースである。
当初、幼いシャープールは貴族の傀儡と言っても良かったが、貴族の黙認の下に権力を握っていった。ローマ帝国のディオクレティアヌスやコンスタンティヌス1世の改革がサーサーン朝の政体、強力な中央集権化の参考にされたことは想像するに難くない。

## 業績

### 対ローマ戦に向けて
成年に達したシャープール2世は、シャープール1世のように、東方のシルクロードを抑えるためにクシャーン族を討ちに行く。交易路を確保して帝国内を繁栄させるためである。シャープール2世は中国のトルキスタンにまで達し、それまでクシャーンが独占してきた利益をそっくりそのまま享受できるようになった。以来、両国の文化が影響しあい、使節が送られることになる。
スサの反乱に対しては、町そのものを象で踏み潰すことで芽を完全に摘んだ。その後、ローマ人捕虜のために市を再興し、イーラーン・フワル・シャープール（シャープールにより建てられた、イランの栄光）と名付けられた。他にニーシャープール（en:Nishapur）など、多くの市が再建あるいは建設された。
シャープールはホルミズド2世の敵討ちの意味もあって、アラブにも遠征し、砂漠に逃げ込む彼らを執拗に追って殲滅していった。

### 対ローマ帝国
東方情勢の安定化と内乱の沈静化によって、シャープールは40年にわたる和平を破り、対ローマ戦争に踏み切った。337年にコンスタンティヌス1世の死を挟んだこともあって、2度の戦役に分けられる26年に及ぶ長い戦いが始まる。コンスタンティウス2世の時代、344年のシンガラの包囲戦（en:Siege of Singara）でも芳しい成果を上げられなかった。シャープールはニシビス（en:Nisibis）を3度にわたって攻囲したが落とせず、アナトリア半島南東部の城塞都市アミダ（en:Amida (Mesopotamia)）も抜くことは出来なかった。
シャープール2世の時代に、歴史的な大事件であるフン族の移動が始まった。サーサーン朝の領内にもフン族、及び押し出された諸民族が流れ込んできた。彼らはキダーラ（en:Kidarites）、キオニテ、エフタルなどと呼ばれた。シャープール2世は353年から358年にかけて東方で彼らと戦い、その後に和を結んで東方に住まわせ、ローマ帝国と戦う同盟者とした。
サーサーン朝軍はシンガラ（en:Singara）においてローマ軍に敗れ、王子ナルセが戦死する被害を受けた。しかし359年、遊牧民の援軍を得たシャープール2世は73日間に及ぶ包囲の後、アミダを陥落させた。このアミダの攻略により、サーサーン朝の優勢は決定的なものとなる。この戦いはローマの史家アミアヌス・マルケリヌスによって記され、シャープール2世は自ら陣頭に立って遠征軍を指揮し、黄金の牡羊の頭部を模した王冠を被っていたと記されている。360年にはシンガラといくつかの要塞都市を陥落させた。
アミダ陥落に衝撃を受けたユリアヌス帝は自ら出陣する。363年のクテシフォンの戦い（en:Battle of Ctesiphon (363)）では優勢に立つも、ユリアヌスは戦死した。後継者ヨウィアヌスは軍を安全に退却させるため、ティグリス川左岸のローマ要塞ニシビス、シンガラなど計5つの属州をシャープールへ割譲、アルメニアから手を引くという大幅な譲歩をする。これによりシャープールはアルメニアへ侵攻した。その後シャープールはウァレンスとの交渉のためアルメニアへ赴こうとしたが、ウァレンスがゴート戦で戦死したため実現しなかった。シャープールはアルメニアの親ローマ派である王アルサケス2世（en:Arshak II）を幽閉後自殺に追い込み、アルメニアをキリスト教国からゾロアスター教国へ変えようとした。
ニーシャープールにある石碑には、おそらくヨヴィアヌスと思われる人物がシャープール2世に対してひざまずいて和を乞う姿が描かれている。
サーサーン朝の国是である、アケメネス朝の再興に向けての領土拡張という点では偉大な成果を挙げはしたが、当時としては異例の長期間、半世紀を越す在位は貴族たちの権勢を弱め、またローマとの戦いで受けた被害も大きかった。その後、貴族たちの王家に対する干渉が強くなっていった。

## 宗教政策
シャープール2世はそれまでの寛容な宗教政策を改め、再び異教に対して厳しい政策を取った。キリスト教は既にアルサケス朝下でメソポタミアにも広がっていた。これらはシャープール1世や2世自身によって捕虜となったローマ人が中心だった。司教はクテシフォン、ジュンディーシャープール（en:Gundeshapur）、ビーシャプール（en:Bishapur）などに存在した。シャープール2世はローマとの戦費調達のため、キリスト教徒に倍の税金をかけた。これは339年から始まり、シャープールの死まで続いた。キリスト教への迫害はコンスタンティヌス1世のキリスト教国教化への意趣返しでもあった。キリスト教の中心地はクテシフォン、アディアベネ、フーゼスターンであった。
ゾロアスター教の教会組織は独立していたが、君主により支えられていた。サファヴィー朝同様、最高の地位は教会・国家に君臨する君主であった。しかし一方で司教、他方で貴族によって組織されていた。シャープール2世時代のゾロアスター教の上位神官階級であるモーバド、アードゥルバドは他の宗教よりゾロアスター教の地位を高め、宗教信条の確立に努めた。聖典であるアヴェスターはこの時代に確立した。また異端排斥も強まり、ズルワーン教は排撃された。